# Un homme pour le week-end
 (décembre 2021).
Pour plus de détails, voir Fiche technique et Distribution.
Un homme pour le week-end (A Man for the Weekend) est une comédie romantique camerounaise réalisée par Achille Brice, sortie en 2017, produit par Syndy Emade et dans lequel on retrouve l'acteur de Nollywood Alexx Ekubo,,.

## Synopsis
Un homme pour le week-end nous raconte l'histoire de Candace Ayuk (Candy), une jeune femme d'affaires. Poussée par sa carrière, elle n'a pas de temps pour les plaisirs de la vie, au grand dam de sa mère qui souhaite la voir se ranger. Cela creuse un fossé entre les deux et Candy se retrouve à éviter les appels de sa mère pour des raisons évidentes afin de trouver un homme juste pour plaire à sa mère, mais malheureusement, l'homme qu'elle a trouvé comme étant le parfait pour présenter à sa mère s'est avéré être un bon à rien.

## Fiche technique
- Titre : Un homme pour le week-end
- Titre original : A Man for the Weekend
- Réalisation : Achille Brice
- Production : Syndy Emade
- Pays :   Cameroun
- Genre : Comédie romantique
- Date de sortie : 2017
- Langue : anglais

## Distribution
- Syndy Emade : Candace Ayuk
- Alexx Ekubo : Bryan Mbah
- Solange Ojong : Christelle Ayuk
- Nchifor Valery : Richard Mbah
- Miss Lee : Mme. Ayuk
- Roger Brice Sobgo
- Becky Takang
- Jeanne Mbenti
- Anurin Nwunembom
- Nkwah Kingsley

## Réception critique
Les sites web de célébrités camerounaises considèrent le film comme le premier lancement international de la production de Syndy Emade, qui a invité la star de Nollywood Alexx Ekubo.